# ناویار (جاجرم)
ناویار یک روستا در ایران است که در بخش جلگه شوقان شهرستان جاجرم در استان خراسان شمالی واقع شده‌است. ناویار ۱۸۰ نفر جمعیت دارد.

## جمعیت
این روستا در دهستان شوقان قرار دارد و براساس سرشماری مرکز آمار ایران در سال ۱۳۸۵، جمعیت آن ۱۸۰ نفر (۵۴ خانوار) بوده‌است.